# Pterostylis lingua
Pterostylis lingua är en orkidéart som beskrevs av Mark Alwin Clements. Pterostylis lingua ingår i släktet Pterostylis och familjen orkidéer.
Artens utbredningsområde är New South Wales. Inga underarter finns listade i Catalogue of Life.